# Сулейман Тауфик ас-Сувейди
Сулейман Тауфик ас-Сувейди (араб. توفيق السويدي‎; 9 апреля 1892, Багдад, Османский Ирак, Османская империя — 15 октября 1968, Ливан) — иракский государственный деятель. Трижды занимал должность премьер-министра Ирака (1929, 1946 и 1950).

## Биография
Среднее образование получил в Ираке, в 1909 году поступил в юридический колледж в Константинополь. В 1912 году продолжил образование в Сорбонне. В 1914 году ас-Сувейди вернулся в Ирак и поступил на работу в министерство образования в должности секретаря комитета по переизданию известного франко-турецкого словаря Шамсуддина Сами. Во время Первой мировой войны он работал юристом и преподавал римское и международное право в юридическом колледже Дамаска. Затем работал судьей. 28 апреля 1929 года стал премьер-министром Ирака (самым молодым в истории). В 1932 году стал первым представителем Ирака в Лиги наций. В течение десятилетий он занимал разные должности в иракском правительстве (министра иностранных дел, министр юстиции, генерального контролёра государственных счетов). Входил в состав регентского совета, выполнявшего обязанности короля или регента во время их отсутствия в стране.
В 1958 году был девятый раз назначен на пост министра иностранных дел Ирака, однако вскоре произошла Революция 14 июля, низложен король и сам политик был арестован мятежниками, был приговорён к пожизненному заключению и провёл в тюрьме три года. В 1961 году был помилован и эмигрировал в Ливан, где и скончался в 1968 году.